# Zachaenus carvalhoi
Zachaenus carvalhoi е вид жаба от семейство Cycloramphidae.

## Разпространение и местообитание
Този вид е разпространен в Бразилия.
Обитава градски и гористи местности в райони с тропически и субтропичен климат.